# Provinz Pisco
Die Provinz Pisco ist eine von fünf Provinzen der Region Ica an der Pazifikküste von Peru. Um 1450 befand sich hier die Inkaprovinz Tambo Colorado. Die Provinz hat eine Fläche von 3978,2 km². Beim Zensus 2017 lebten 
150.744 Menschen in der Provinz. 10 Jahre zuvor lag die Einwohnerzahl bei 125.879. Verwaltungssitz ist die Stadt Pisco.

## Geographische Lage
Die Provinz Pisco grenzt im Norden an die Provinzen Chincha und Castrovirreyna (Huancavelica), im Osten an die Provinz Huaytará (Huancavelica), im Süden an die Provinz Ica und im Westen an den Pazifischen Ozean. 

## Verwaltungsgliederung
Die Provinz Pisco gliedert sich in folgende acht Distrikte (Distritos). Der Distrikt Pisco ist Sitz der Provinzverwaltung.
| Distrikt         | Verwaltungssitz  |
| ---------------- | ---------------- |
| Huancano         | Huancano         |
| Humay            | Humay            |
| Independencia    | Independencia    |
| Paracas          | Paracas          |
| Pisco            | Pisco            |
| San Andrés       | San Andrés       |
| San Clemente     | San Clemente     |
| Túpac Amaru Inca | Túpac Amaru Inca |